# Theodor Nölting
Friedrich Theodor Nölting, selten Theodor Friedrich Nölting (* 14. Februar 1811 in Hamburg; † 5. März 1890 in Wismar) war ein deutscher klassischer Philologe und Gymnasiallehrer.

## Leben
Theodor Nölting war Sohn eines Lehrers und Enkel des Philosophieprofessors Johann Heinrich Vincent Nölting. Er besuchte zunächst das Johanneum, ab Ostern 1830 das Akademische Gymnasium in Hamburg und ging 1831 an die Universität Halle. Dort studierte er bis 1833 Philologie, unter anderem bei Gottfried Bernhardy und Heinrich Leo, bevor er an die Universität Berlin wechselte. In Berlin setzte er sein Studium vor allem bei Friedrich Schleiermacher, August Boeckh und Karl Lachmann fort. Am 20. September 1834 wurde er von der philosophischen Fakultät der Universität Halle mit der Dissertation De Zenonis Eleatae philosophia zum Dr. phil. promoviert. Anschließend war er in Hamburg als Privatlehrer sowie als Aushilfslehrer am Johanneum tätig.
Nölting wurde am 7. November 1835 zum Nachfolger von Friedrich Lübker als ordentlicher Lehrer der Großen Stadtschule Wismar gewählt. Seine Einführung fand am 4. Januar 1836 statt. Daneben wurde er Leiter der Wismarer Turnanstalt. 1873 wurde er Rektor der Schule und übte das Amt bis 1886 aus. Zu seinem 50. Dienstjubiläum wurde er durch eine Festschrift geehrt und von Großherzog Friedrich Franz III. von Mecklenburg-Schwerin zum Schulrat ernannt. Kurz darauf ging er in den Ruhestand.

## Schriften (Auswahl)
Nölting veröffentlichte mehrfach Themenbeiträge in wissenschaftlichen Beilagen von Schulprogrammen der Großen Stadtschule Wismar, die auch in Sonderdrucken kursierten:
- Ueber den genetischen Zusammenhang des Aorist.II. mit dem Perfect.II. der griechischen Sprache. Oesten, Wismar 1843.
- Ueber den Gebrauch der deutschen Anredefürwörter in der Poesie. Oesten, Wismar 1853.
- Ueber das lateinische Deponens. Hinstorff, Wismar 1859.
- Ueber den Charakter des Schicksals in Schiller’s Tragödien. Hinstorff, Wismar 1870.
- Ueber Lessing’s Emilia Galotti. Hinstorff, Wismar 1878.
- Ueber Goethe’s Iphigenie. L. Eberhardt, Wismar 1883.